# 果歩 (モデル)
果歩（かほ）は、日本のファッションモデル。
N・F・B所属。

## 趣味
趣味はものづくり、散歩、旅、ラジオ。

## 出演

### CM
- ホットペッパーグルメ（2022年）

### ショー
- THEニッポンの大宴会 着物ショー

### WEB
- kapuwa
- TICCA
- intoca
- テンセルジャパン
- LINE MOOK Toss!!
- scope
- PARCO Journa

### その他
- intoca 展示会
- mina perhonen 展示会